# Nasensauger
Ein Nasensauger ist ein Gerät zum Absaugen von Nasensekret.  Er saugt durch die Erzeugung von Unterdruck, elektrisch oder durch das Saugen mit dem Mund, den Nasenschleim ab.
Einfachste Modelle bestehen aus einem Gummiball mit Tülle, mechanische oder elektrische Sauger arbeiten mit Tülle, Gummischlauch und Auffang-Filter. Dieser fängt den abgesaugten Nasenschleim auf und kann gewaschen und sterilisiert oder aus hygienischen Gründen auch getauscht werden.
Nasensauger werden von Kinderärzten und Hebammen empfohlen, da kleine Kinder noch nicht selbständig schnäuzen können.